# 徐水站
徐水站是京广铁路、津保铁路上的一座铁路车站，位于中华人民共和国河北省保定市徐水区安肃镇，建于1899年，目前为三等站，由中国铁路北京局集团北京车务段管辖，现办理客运：办理旅客乘降；行李、包裹托运；货运：办理整车、零担货物发到。

## 改造
徐水站原有的站房在线路西侧，旅客需经过涵洞方可到达车站。2012年12月，徐水站停止办理客运业务，只提供异地售票业务。2014年，因应津保铁路接入，徐水站开始扩建，在线路东侧建设新站房。
徐水、保定两站的改造也使得2015年10月中旬京广线部分列车临时停运。
徐水站站改工程于2015年12月17日通过验收，2016年1月10日重新开始办理客运业务。
- 改造前的徐水站
- 现有站场南侧的徐水站老站牌
- 徐水站上行站台
- 一列CRH5A停靠在徐水站下行站台